# Kevin (Sin City)
Kevin es un personaje ficticio de la novela gráfica Sin City de Frank Miller. En la película de 2005 está interpretado por Elijah Wood.

## Biografía ficticia
Kevin es un psicópata caníbal, manejado por el Cardenal Roark, la única persona a quien le habla.
Kevin mata y come a sus presas (generalmente prostitutas), tira los restos y mantiene las cabezas de las víctimas como trofeos.
Utiliza un suéter Charlie Brown, y va armado con garras metálicas unidas a sus dedos. Él es responsable de la muerte de Goldie, una prostituta de lujo que buscó la protección de Marv.
Marv le corta sus brazos y piernas y se las da de comer a su propio lobo. Sin embargo, Marv se mantiene en silencio, sin expresar dolor, mientras Marv lo decapita para llevarle la cabeza al cardenal Roark antes de su eliminación.

## Apariciones en cómics
- The Hard Goodbye (1991)

## Cine
- (2005) Sin City interpretado por Elijah Wood.

- Datos: Q3195644